# Łuk (mechanika)
Łuk – element konstrukcyjny o osi opisanej pewną krzywą płaską w płaszczyźnie pionowej o krzywiźnie stałego znaku. Wysokość punktu osi o największej wysokości nazywamy strzałką łuku. Jego wyniosłością nazywamy stosunek strzałki do rozpiętości podporowej. Łuki mogą być płaskie lub wyniosłe w zależności od tego czy ich wyniosłość jest mała czy duża. Charakterystyczną cechą łuku jest jego poziome oddziaływanie na podpory nazywane rozporem, który jest tym większy im mniejsza jest wyniosłość łuku. Wymaga to zastosowania odpowiedniego ukształtowanych podpór. Łuki o właściwie dobranych kształtach osi mogą pracować na czyste ściskanie. Łuki dwuprzegubowe powinny mieć kształt zgodny z linią ciśnień. To wyjaśnia dlaczego właśnie łuki były stosowane w budownictwie od czasów starożytnych, kiedy jeszcze nie były znane materiały konstrukcyjne wytrzymujące naprężenia rozciągające (stal, żelbet).